# Кирносов, Никита Савельевич

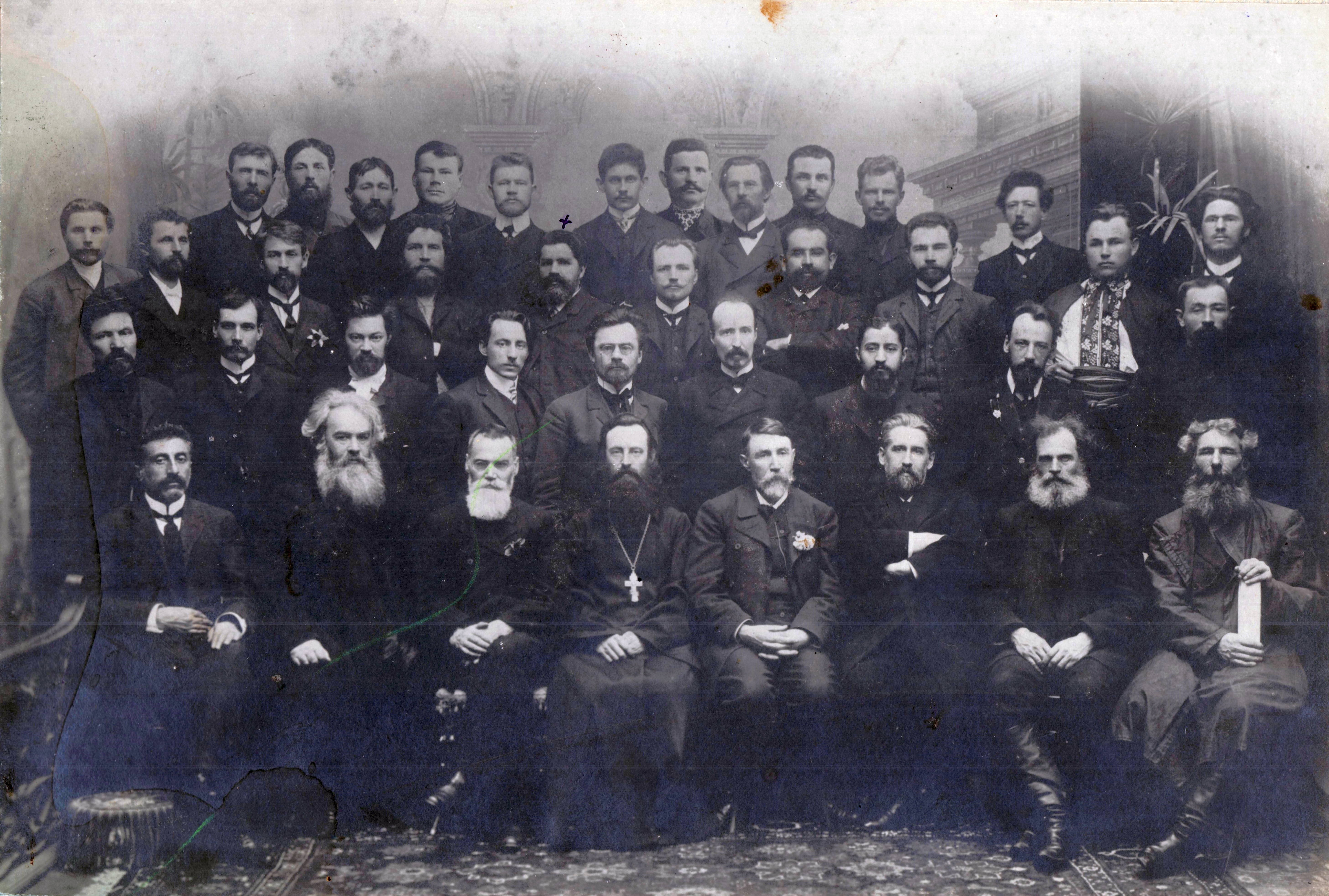
Н. С. Кирносов (первый справа, 1-й ряд) в парламентской группе эсеров во II Государственной Думе (1907)

Никита Савельевич Кирносов (1859 — ?) — крестьянин, депутат Государственной думы II созыва от Саратовской губернии.

## Биография

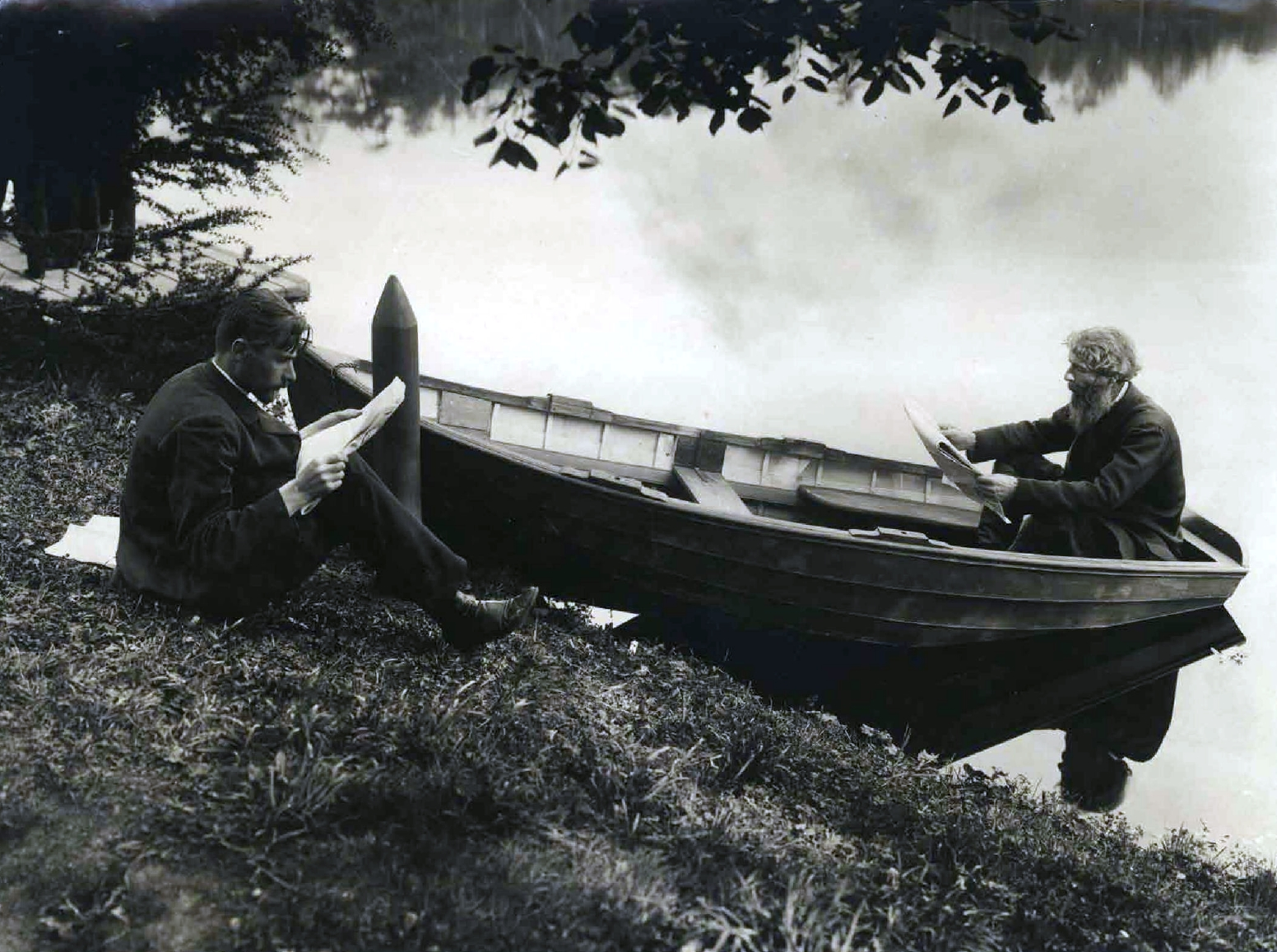
Н.С. Кирносов справа

Солдатский сын, крестьянин села Баланды Аткарского уезда Саратовской губернии. Своё происхождение объяснял так: «Мы малорусские слобожане, изстаринные пришельцы к доброму пану». С этим связано определение «малоросс», то есть украинец, в думских документах. Судя по рассказу Кирносова, переселение происходило не позднее конца XVIII века. Своего надела не имел, но удачно женился на дочери состоятельного крестьянина. Жил, сдавая дом под съемную квартиру. От постояльцев получал прокламации политического содержания. В декабре 1880 — апреле 1881 года был под судом из-за столкновения с приставом, не дозволявшим проводить базарный торг в месте, выбранном крестьянами, но был оправдан. До 1886 был совсем неграмотным, грамоте обучился от сыновей, студентов Вольской учительской семинарии в 1886—1888 годах.
6 февраля, получив 64 голоса, был забаллотирован. На следующий день 7 февраля 1907 года избран на одно из двух оставшихся мест депутатом Государственной думы II созыва от общего состава выборщиков Саратовского губернского избирательного собрания. Первоначально сообщалось, что Кирносов «примыкает к народно-социалистической партии». Свою принадлежность к партии эсеров Кирносов отрицал: «Сам я почти что не партийный, но только прекрасный любимец народа, в Баланде и кругом Баланды. Оттого меня выбрали в Думу».
В Думе вошёл в состав группы социалистов-революционеров. Выступал по вопросу об избрании Продовольственной комиссии, по аграрному вопросу, о продовольственной помощи. Е. Я. Кизеветтер находила речи Н. С. Кирносова бестолковыми. Ленин, напротив, из многих выступлений крестьян выделил и процитировал речь Кирносова. Богораз-Тан писал, что «Кирносов производил впечатление интеллигентного крестьянина, и его думские речи возвышались над общим уровнем».
Дальнейшая судьба и дата смерти неизвестны.

## Семья
- Два сына (один из них родился в феврале 1880), выпускники Вольской учительской семинарии, один учитель в Бугуруслане, второму было запрещено учительствовать и он работал на книжном складе в Камышине[2].

### Архивы
- Российский государственный исторический архив. Фонд 1278. Опись 1 (2-й созыв). Дело 194; Дело 567. Лист 11.